# Fót
Fót  este un oraș în districtul Dunakesz, județul Pesta, Ungaria, având o populație de 18.089 de locuitori (2011). 

## Demografie
Componența etnică a orașului Fót
     Maghiari (95,19%)
     Romi (1,5%)
     Necunoscut (1,18%)
     Alții (2,13%)
Componența confesională a orașului Fót
     Romano-catolici (28,08%)
     Fără religie (18,62%)
     Reformați (14,16%)
     Luterani (2,56%)
     Atei (2,1%)
     Necunoscută (33,26%)
     Alte religii (3,89%)
Conform recensământului din 2011, orașul Fót avea 18.089 de locuitori. Din punct de vedere etnic, majoritatea locuitorilor (95,19%) erau maghiari, cu o minoritate de romi (1,5%). Apartenența etnică nu este cunoscută în cazul a 1,18% din locuitori. Nu există o religie majoritară, locuitorii fiind romano-catolici (28,08%), persoane fără religie (18,62%), reformați (14,16%), luterani (2,56%) și atei (2,1%). Pentru 33,26% din locuitori nu este cunoscută apartenența confesională.